# あわんあわん音頭
「あわんあわん音頭」（あわんあわんおんど）は、嘉門タツオ（発表当時名義・嘉門達夫）のシングル。1994年7月21日にビクターエンタテインメントから発売された。

## 概要
1994年に実施された月刊CD発売企画「MONTHLY TATSUO KAMON」（マンスリー タツオ カモン）のリリース計画第7弾として発表されたシングル曲である。ミスマッチと言えるあらゆる二つの要素を音頭仕立てにしているが、途中で曲が止まり嘉門がミスマッチのネタを紹介する度に「それは合わないわ」という旨の合いの手が入る曲構成となっている。これ以前に嘉門が発表した「AWAN AWAN!!」(シングル「小市民2」のB面曲)と同義のネタ曲である。
カップリングの「ウシ'94」はシングル「タンバでルンバ」のB面曲のリメイク版であり、歌詞が一部オリジナルから変更されている。

## 収録曲
1. あわんあわん音頭
作詞:嘉門達夫・爆裂組／作曲:嘉門達夫／編曲:新田一郎
2. ウシ'94
作詞:嘉門達夫・水野重之／作曲:嘉門達夫／編曲:新田一郎
3. おまけ
作詞・作曲・編曲:嘉門達夫
4. あわんあわん音頭（オリジナル・カラオケ）
5. 予告篇 chapter6